# Bresse Vallons
Bresse Vallons ist eine französische Gemeinde mit 2393 Einwohnern (Stand 1. Januar 2022) im Département Ain in der Region Auvergne-Rhône-Alpes. Sie gehört zum Arrondissement Bourg-en-Bresse und zum Kanton Attignat.

## Lage
Die Gemeinde Bresse Vallons liegt in der Bresse am Fluss Reyssouze, zwölf Kilometer nordnordwestlich von Bourg-en-Bresse. Nachbargemeinden sind Foissiat im Norden, Marboz im Osten, Attignat im Süden, Saint-Martin-le-Châtel im Südwesten und Malafretaz im Westen.

## Geschichte
Bresse Vallons entstand als Commune nouvelle mit Wirkung vom 1. Januar 2019, indem die bisherigen Gemeinden Cras-sur-Reyssouze und Étrez fusioniert wurden und in der neuen Gemeinde den Status einer Commune déléguée haben. Der Verwaltungssitz befindet sich im Ort Cras-sur-Reyssouze.

## Bevölkerungsentwicklung
| Jahr                                                                                               | 1962 | 1968 | 1975 | 1982 | 1990 | 1999 | 2020 |
| Einwohner                                                                                          | 1148 | 1077 | 1091 | 1312 | 1356 | 1549 | 2368 |
| Quellen: Cassini und INSEE (bis 1999 Addition der früheren Gemeinden Cras-sur-Reyssouze und Étrez) |      |      |      |      |      |      |      |

## Sehenswürdigkeiten

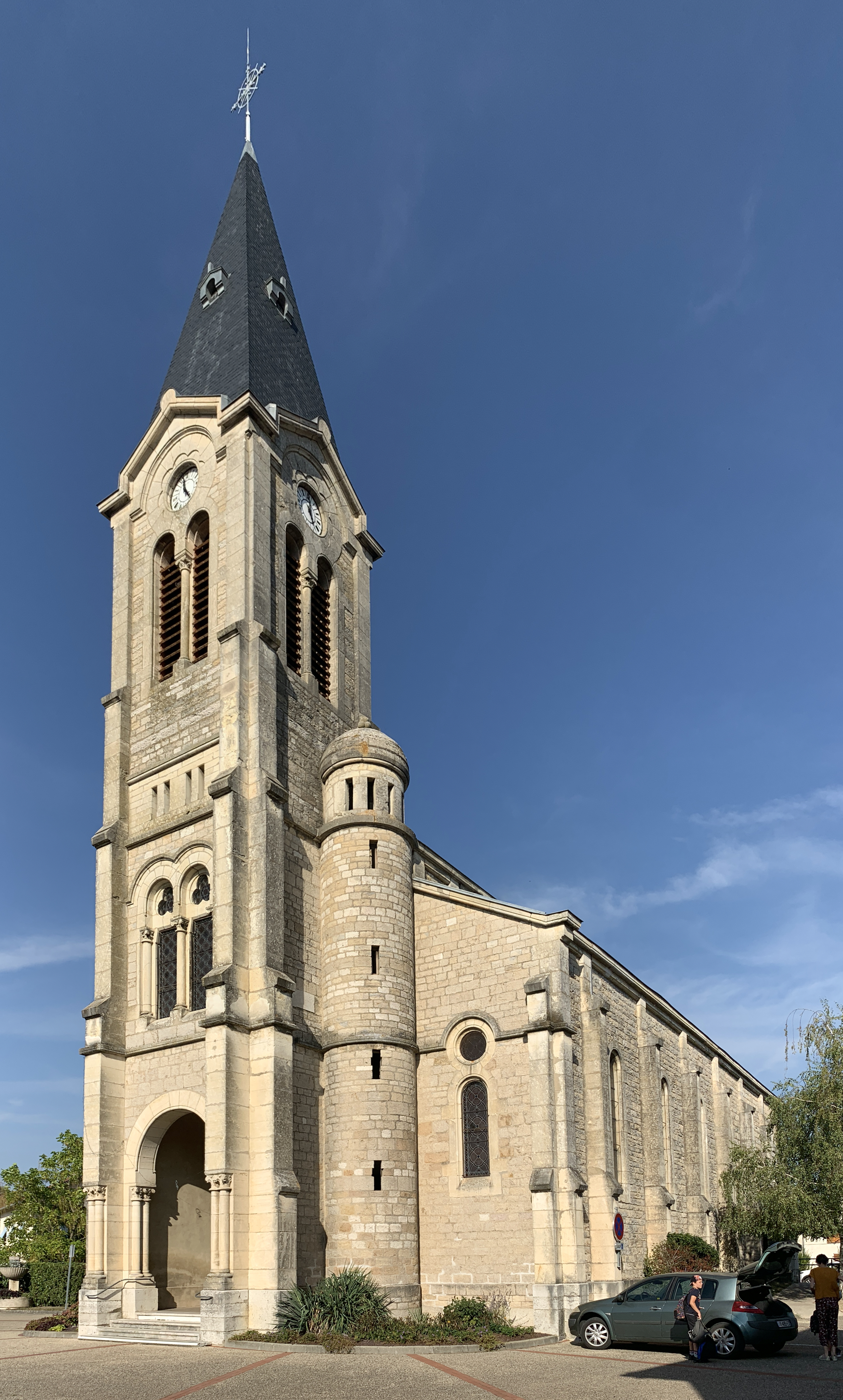
Kirche Saint-Jean-Baptiste
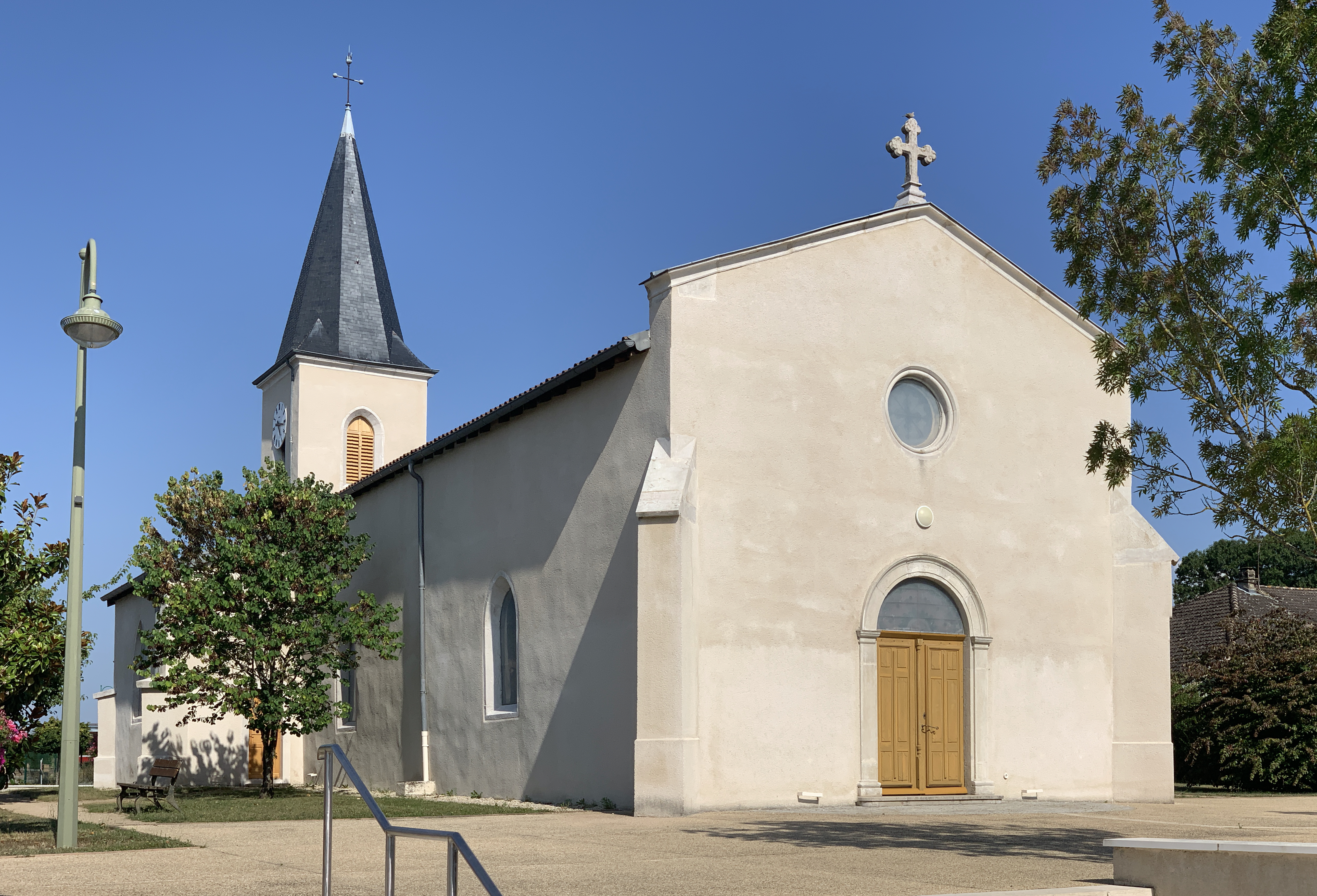
Kirche Saint-Martin

- Kirche Saint-Jean-Baptiste
- Kirche Saint-Martin